# Ungern i olympiska vinterspelen 1980
Ungern deltog med två deltagare vid de olympiska vinterspelen 1980 i Lake Placid.  Totalt vann de en silvermedalj.

## Medaljer

### Silver
- Krisztina Regöczy och Andras Sallay - Konståkning.